# Фарандола

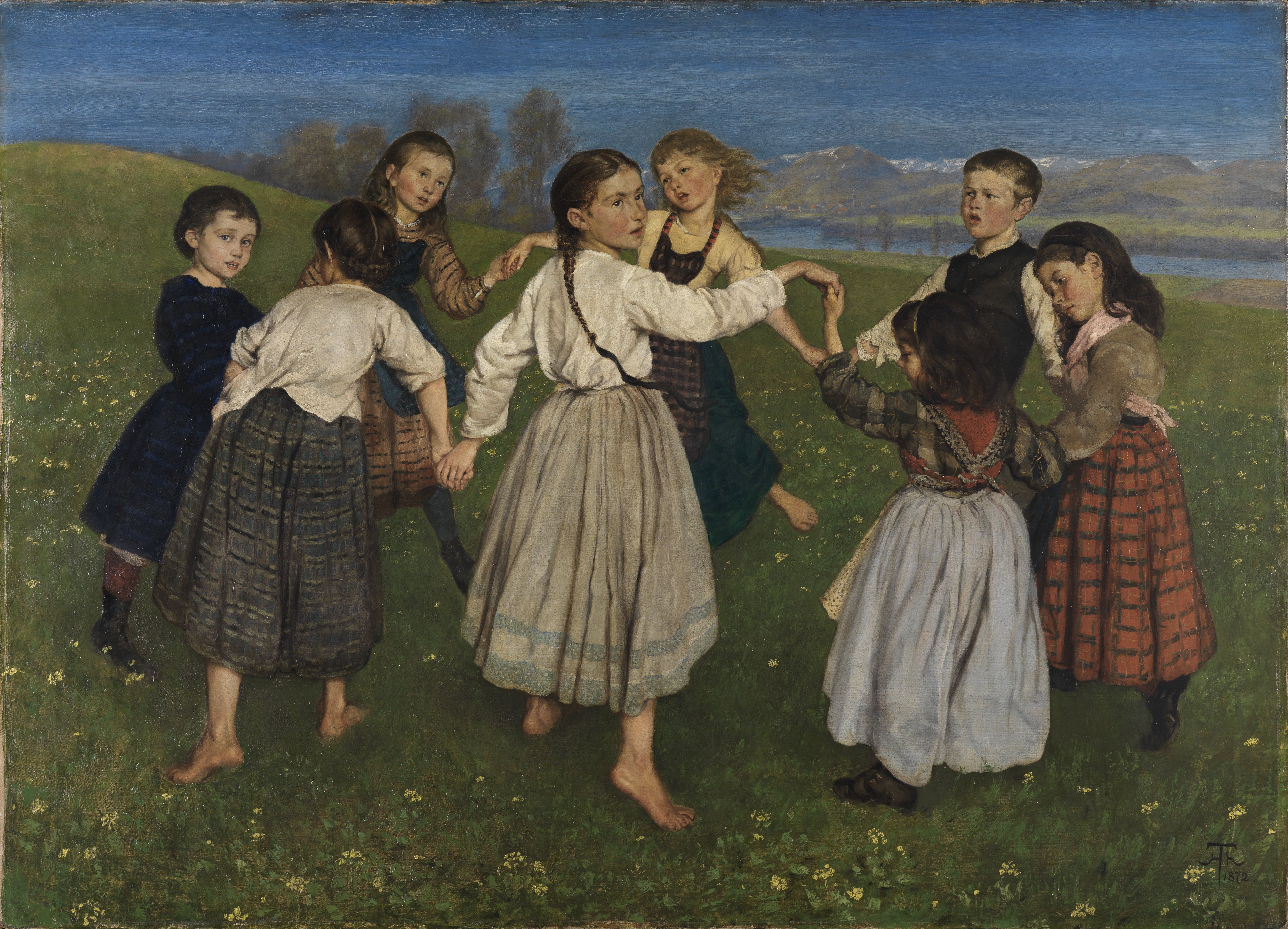
Фарандола, картина Ганса Томи (1884)

Фарандола (від прованського Farandoulo) — історичний прованський народний танець у швидкому 6/8 такті, в якому відкрите коло під проводом танцівниці танцює різні фігури.
Музичний супровід забезпечує гравець з одноручною флейтою та бубном, за яким танцюристи рухаються вулицями. Танець відбувається в ланцюжку пар, які тримаються за руки або з'єднані між собою хустками. Танцюючи, вони рухаються спіралями.
Різні веб-сайти (наприклад ) та старіші енциклопедії (Брокгауз, 1968: с. 56) припускають, що Фарандола походить з XIV століття, проте ніколи не наводять середньовічні цитати. Дослідники народних танців підозрювали середньовічне або навіть античне походження фарандоли (напр. B. Alford 1932, Baumel 1958). Однак принаймні слово «фарандола» було невідоме в середні віки, оскільки воно не зустрічається у словниках давньофранцузької та староокситанської мов (Mullally 2011: p. 35). Найперша згадка цього слова у Франції датується 1776 роком («farandoule»), в Англії згадка про цей танець з'явилася лише 1876 р. («Farandola»).
Жорж Бізе склав веселу фарандолу у своїй театральній музиці до твору Альфонса Доде « Арлезієн» . У балеті Спляча красуня фарандола присутня на початку другої дії. Фарандола звучить також на початку другої дії в опері Шарля Гуно «Мірей».